# Yoshiyuki Miyake
Yoshiyuki Miyake (japonès: 三宅義行)  (Murata, 30 de setembre de 1945) és un aixecador japonès que va competir durant les dècades de 1960 i 1970.
El 1968 va prendre part en els Jocs Olímpics d'Estiu de Ciutat de Mèxic, on guanyà la medalla de bronze en la categoria del pes ploma del programa d'halterofília, competició guanyada pel seu germà Yoshinobu Miyake.
En el seu palmarès també destaquen cinc medalles al Campionat del món d'halterofília, dues d'or i tres de bronze, entre les edicions de 1965 i 1971; així com una medalla d'or als Jocs Asiàtics de 1970.
La seva filla, Hiromi Miyake, també és una destacada aixecadora, guanyadora de dues medalles olímpiques, de plata el 2012 i de bronze el 2016.